# Liste der Bodendenkmale in Großderschau
Die Liste der Bodendenkmale in Großderschau enthält alle Bodendenkmale der brandenburgischen Gemeinde Großderschau und ihrer Ortsteile auf der Grundlage der Landesdenkmalliste vom 31. Dezember 2021.
Die Baudenkmale sind in der Liste der Baudenkmale in Großderschau aufgeführt.
| Gemarkung           | Flur | Kurzansprache                                                                     | Bodendenkmalnummer | Bemerkung | Bild |
| ------------------- | ---- | --------------------------------------------------------------------------------- | ------------------ | --------- | ---- |
| Großderschau (Lage) | 9,11 | Rast- und Werkplatz Mesolithikum, Einzelfund Neolithikum, Einzelfund Urgeschichte | 51269              |           |      |
| Großderschau (Lage) | 11   | Rast- und Werkplatz Mesolithikum                                                  | 51277              |           |      |